# سبزک سینه‌لیمویی
سبزک سینه‌لیمویی (نام علمی: Hylophilus thoracicus) نام یک گونه از سرده جنگل‌دوست‌ها است. این پرنده در کشورهای بولیوی، برزیل، کلمبیا ،اکوادور، گویان فرانسه، گویان، پرو، سورینام و ونزوئلا یافت می‌شود.
زیستگاه طبیعی این پرنده جنگل‌های مناطق نیمه‌گرمسیری یا گرمسیری کم ارتفاع و مرطوب، باتلاق‌های نیمه گرمسیری یا گرمسیری و جنگل‌های پیشین به شدت تخریب شده‌است.